# Mut-nesut
Mut-nesut (in Umschrift: Mw.t-nswt), übersetzt mit „Mutter des Königs“, war im frühen und alten Ägypten der Titel von mächtigen Frauen, die dem Königshaus angehörten und die Mutter eines gerade herrschenden Königs (Pharao) waren.

## Belege
Der Titel Mut-nesut ist in seiner einfachsten Form erstmals in der 1. Dynastie unter Königin Meritneith auf Tonsiegeln aus ihrem Grab bei Abydos und im ebenda angelegten Grab ihres Gemahls, König Den nachweisbar. Der Titel scheint bereits in dieser Zeit gängig gewesen zu sein.

## Schreibweisen
Die konventionelle Schreibweise des Titels bestand aus der Geier-Hieroglyphe (ägypt. mw.t, für „Mutter“) und der königlichen Binse (ägypt. nswt, für „König“). In der 3. Dynastie erscheinen erstmals zwei Varianten des Titels: „Mutter des Königs von Ober- und Unterägypten“ (ägypt. Mw.t-nswt-bjtj) und „Mutter der Königskinder“ (ägypt. Mw.t msw-nswt). Letztgenannter Titel ist eher selten bezeugt. Auf dem berühmten Palermostein sind die Namen der Königinnen Chenethapi und Batiires erhalten, bei ihnen besteht der Königsmuttertitel interessanterweise nur aus dem Geier-Symbol.
Aus der 4. und 5. Dynastie erscheint für die Königinnen Chentkaus I. und Chentkaus II. die außergewöhnliche Variante Mw.t-nswtwj-bjtwj, die mit zwei Deutungen interpretiert werden kann. Zum einen kann sie „Mutter zweier Könige von Ober- und Unterägypten“ bedeuten, was besagt, dass zwei ihrer Söhne den Königsthron bestiegen. Alternativ ist auch die Lesung als „König von Ober- und Unterägypten und Mutter des Königs von Ober- und Unterägypten“ möglich, wonach diese Königinnen selbst regiert hatten. Die letzte Interpretation wird durch die Bauweise ihrer Grabmale unterstützt.
Ab der 18. Dynastie ist der Titel „Große Königsmutter“ (Mw.t-nswt-wrt – Mut-nesut-weret) belegt.
Besonders aus Privatgräbern späterer Epochen sind weitere Spielformen des Titels bekannt. Aufgrund ihrer meist ungewöhnlichen Graphien sind deren tatsächliche Lesungen problematisch.

## Funktion
Der Titel „Mutter des Königs“ wurde erst verliehen, wenn der Sohn den Thron bestieg. Er blieb auch postum erhalten. Es bleibt allerdings unklar, ob er nur an die leibliche Mutter vergeben werden durfte, da von späteren Pharaonen bekannt ist, dass sie von Nebenfrauen gezeugt waren. Der Titel hob die Trägerin in eine besondere gesellschaftliche wie familiäre Stellung, die sie fortan von den übrigen Neben- und Hauptfrauen des Königs unterschied: Zu Lebzeiten hatte sie den höchsten Rang inne, stand sogar über der Hauptgemahlin des Königs. Mit Verleihung des Königsmuttertitels erhielt die Trägerin weitere Macht- und Ehrentitel, die ihr außerordentliche Privilegien einräumten. So bekam beispielsweise Königin Meritneith (1. Dynastie) ein Grabmal königlichen Ausmaßes mit eigenem Kultbezirk und königlichen Stelen zugesprochen.
Die einzigartige Stellung der Königsmutter unterstrich ihr Titel „Mutter des Gottes“ (ägypt. mw.t nṯr – mut-netjer), d. h. des regierenden Königs, der seit dem Alten Reich belegt ist. In der Ikonographie trägt sie die Geierhaube der Nechbet, die sie den Muttergottheiten Hathor, Mut oder Isis angleicht. Im Neuen Reich galt sie zusätzlich als „Gottesgemahlin“ des Reichsgottes Amun-Re, mit dem sie ihren Sohn, den Horus auf Erden, zeugte.
Hauptkriterium für die Verleihung des Königsmuttertitels mag unter anderem gewesen sein, dass die Trägerin die Gattin des Vorgängerkönigs war und das Amtsende ihres Gemahls überlebte. In vielen Fällen trug die Königsmutter in der Tat den Titel „Gemahlin des Königs / Königsgemahlin“ (ḥm.t nsw.t – Hemet-nisut). Dies bestätigt die besondere Rolle einer Königsmutter als genealogisches Verbindungsglied in der Thronfolgerschaft. Im Umkehrschluss heißt das, dass ein neu gekrönter Herrscher über die Mutterschaft legitimiert wurde, da idealerweise nur der jeweilige älteste Sohn des Vorgängerkönigs den Thron erbte.
Es sind aber auch Fälle bekannt, in denen die Trägerinnen des Königsmuttertitels weder selbst Königliche Gemahlin noch von königlicher Abstammung waren, sodass keine verwandtschaftliche Beziehung des neu gekrönten Herrschers zu seinem Amtsvorgänger nachweisbar ist. Ein solcher Fall liegt beispielsweise bei Königin Hetepheres I. vor. In ihren Titulaturen fehlt die einer Königsgemahlin. Auch Königin Chentkaus I. war selbst nicht mit einem Herrscher verheiratet, gebar jedoch einen Sohn, der seinerseits König wurde: Schepseskaf, mutmaßlich letzter Herrscher der 4. Dynastie. Aus diesem Grund stand ihr der Titel „Mutter des Königs“ zu.
Auch im Neuen Reich war bei der Thronfolge die Blutsverwandtschaft mit dem Vorgänger nicht unbedingt ausschlaggebend. Sobald der neue König auf dem „Horusthron der Lebenden erschienen war“, sei es in seiner Eigenschaft als ältester Sohn des Vorgängers (Amenophis I.) oder nach einer Koregentschaft (Amenophis II.), durch Usurpation (Haremhab) oder durch Ernennung seitens des Amtsinhabers (Ramses I.), galt er von Amts wegen als „Sohn des Re“ und infolgedessen als göttlich legitimierter Erbe des verstorbenen Herrschers.